# One of These Nights (canção de Red Velvet)
"One of These Nights" é uma canção gravada pelo grupo feminino sul-coreano Red Velvet, lançada em 3 de março de 2016 como single digital pela SM Entertainment.

## Composição
"One of These Nights" é marcado como uma balada de R&B com um ritmo polido. Foi composta por Hwang Chan-hee, Andreas Öberg e Maria Marcus, e teve sua letra escrita por Seo Ji-eum do Jam Factory, que também escreveu a letra de "Dumb Dumb". Jeff Benjamin, da Fuse, descreveu-a como uma balada padrão que se abre "com cordas e piano antes de evoluir para um arranjo orquestral varrido" até que uma batida de armadilha se encaixe na marca de 1:40 "para dar às cordas um sabor moderno". Por outro lado, Chester Chin, da Star2, chamava-a de assombrada balada. Tamar Herman, da Billboard, enfatizou o "piano, cordas e sinos tilintantes" da música, que fica abaixo das vozes do grupo "para construir a música até um final dramático".
Liricamente, é uma canção sobre desgosto e saudade, inspirando-se no festival coreano Chilseok do qual, vem o trágico conto popular sobre os amantes, Jiknyeo e Gyeonwu que foram separados e só podem se encontrar uma vez por ano, no sétimo dia do sétimo mês do calendário lunissolar, daí o título coreano da música que literalmente se traduz em "7 de julho". O membro Seulgi descreveu-a como uma canção triste sobre duas pessoas no amor que têm que separar-se, como o casal da história original.
A música também se trata de uma homenagem para as famílias das vítimas do Naufrágio do Sewol, o qual ocorreu em 2014 nele havia predominantemente estudantes, haviam 476 passageiros a bordo, resultou em 172 resgastes e 304 mortes, assim como 9 desaparecidos, o naufrágio foi um ocorrido que abalou imensamente a Coreia do Sul. Algumas referências são presentes em diversas cenas da música, como nos teasers o qual algumas das fotos continham Wendy e Joy com os mesmos barcos de paell utilizados em outras homenagens já feitas pelos coreanos 

## Desempenho nas paradas

### Gráficos semanais
| Parada (2016)                      | Melhor posição |
| ---------------------------------- | -------------- |
| Coreia do Sul (Gaon Digital Chart) | 10             |

### Gráficos mensais
| Parada (2016)                      | Melhor posição |
| ---------------------------------- | -------------- |
| Coreia do Sul (Gaon Digital Chart) | 29             |

## Histórico de lançamento
| Região           | Data                | Formato          | Rótulo                     |
| ---------------- | ------------------- | ---------------- | -------------------------- |
| No mundo inteiro | 17 de março de 2016 | Download digital | SM Entertainment           |
| Coreia do Sul    | 17 de março de 2016 | Download digital | SM Entertainment, KT Music |